# ブロードキャスター
『ブロードキャスター』は、TBS系列（JNN）で、1991年4月13日から2008年9月20日までの間、毎週土曜日の夜に生放送していた情報・報道番組である。制作はTBSテレビ（旧・TBSライブ）。通称「ブロキャス」「ブロキャ」「ブロード」。

## 概要
1991年4月改編で2時間ドラマ『ドラマチック22』を終了し、社会情報局（当時）担当の情報番組として放送が開始された。
当初は22:00 - 23:48の2時間番組（実質108分）であったが、1992年4月に『HEARTに聞け』の放送が始まり、放送枠が22:00 - 23:24に縮小した。
番組開始時は旧テレビ局舎Gスタジオからの生放送で、本社移転後は放送センターのAスタジオから生放送された。運用上の事情でAスタジオが使用できない場合（国政選挙の投開票日前日の放送で、Aスタジオが翌日の開票特番で使用するため等）は、Aスタジオと同規模で隣接するBスタジオが使用された。

### 初期
1991年4月13日の番組開始当初は『情熱ワイド! ブロードキャスター』（じょうねつワイドブロードキャスター）のタイトルで、三雲孝江、山瀬まみのレギュラー2人と、長嶋茂雄、上岡龍太郎、山城新伍、加山雄三（これらの面々は福留功男の加入後暫くして降板）が週替りでメインを務めた。コメンテーターに嶌信彦、柴田秀一（当時TBSアナウンサー）がニュースキャスター、清原正博（TBSアナウンサー）がスポーツキャスター、他には前年に日本人で初めて宇宙を体験した秋山豊寛（当時TBS記者）がコメンテーターを務めた。7月には三雲が産休入り。
1991年10月より、この年3月に日本テレビを退職した福留功男が、三雲の復帰に合わせて出演開始。以後、山瀬は番組のワンコーナー「お父さんのためのワイドショー講座」の担当となる。
- 本番組は企画当初から福留司会の前提で準備が進められており、福留への司会打診もまだ自身が日本テレビ在籍中に知人の番組制作会社社長から会食に誘われた際に、席に参加したTBSの役員クラスの人物から初めて受けたという（それがフリー転身のきっかけとなった）。しかし、本番組の開始まで既に時間はなく、日本テレビを退社するにもその後の残務整理などを行うには十分な時間がなかったことから、福留は一旦答えを保留にした。その後、福留の師であった佐藤孝吉（『アメリカ横断ウルトラクイズ』『追跡』の企画立案者、当時日本テレビ取締役）に相談したところ、佐藤からは「俺はそっちのほうがいいと思うよ」と背中を押す返事を貰うと共に自ら局の全役員に連絡し、福留の退社に関する話を取り付けた。結果、当時総合司会を務めていた『ズームイン!!朝!』への出演もフリーの立場で継続することを条件に円満退社が認められ、本番組への出演が可能な運びとなった。

福留の番組出演が放送開始から半年遅れになったのはこのためであり、本番組は打診の時点で三雲・山瀬・嶌がメインでひとまずスタートする事は決定していた。福留は退社直後から本番組に出演するまでの間、木曜19時台に新設されたクイズ番組『仰天!くらべるトラベル』に出演した。なお、番組終了決定の際に福留が番組開始時から出演していたかのように報じた記事が出たり、本人も番組最終回で17年半出演していたかのような発言をしている。
「情熱ワイド!」時代、ザ・ニュースペーパーがコントライブ（時間帯は後の「ブロードキャスター事件簿」と「お父さんのためのワイドショー講座」の間。2007年12月29日放送分で、VTR内で少しコントを披露している。）
をするコーナーやアマゾンズのオールディーズの音楽コーナーがあった。
番組初期、大相撲の本場所前になると大相撲コーナーが設けられ、元関脇の蔵間龍也が出演して優勝者を予想していたが、予想が当たらないことで知られ、番組の名物となった（同コーナーは1995年の蔵間の他界と同時に自然消滅）。また、競馬のGIが翌日にある時はコンピューターを使った予想や犬のプリンちゃんを使って勝ち馬予想するコーナーも長く続いた。
「7days」「ブロードキャスター事件簿」「ワイドショー講座」などの企画が定着し、視聴率も安定した。1996年TBSビデオ問題を機にTBSは社会情報局を廃止、これに伴って制作主体を報道局に移した。その後は制作部門を分社化した「TBSエンタテインメント」、TBSエンタから分かれた「TBSライブ」、制作子会社がTBSエンタに再合流して「TBSテレビ制作局制作四部」、そして制作局から独立して「TBSテレビ情報制作局情報センター情報一部」へと制作部署が移っていった。

### 過渡期
1999年から2001年の間、年内最後の放送では、熱血特大版!と題し、2時間スペシャルを行った（主な内容は、お父さんのためのワイドショー講座の年間ランキング等）。
2000年4月のJNNのシンボルマーク•｢ジ〜ン｣使用開始以降は、セットの壁の前に同マークを立体にした置きフィギュアが設置されていた。
2004年秋改編で三雲が「帯番組の『ジャスト』に専念したい」旨で降板し、この年3月にNHKを退職した久保純子に司会を交代。久保は民放で初のレギュラー番組担当となった。この頃から視聴率が徐々に下がり始める。2005年春改編でスポーツキャスターが小笠原亘（TBSアナウンサー）から土井敏之（TBSアナウンサー…『ウォッチ!』終了により2年ぶり本番組復帰）に交代した辺りから視聴率は持ち直すが、20%を超えることはなくなった。
番組開始当初、オープニングで「ブロードキャスター」とタイトルの出た後、気象災害や重大な事件・事故などを除いてお天気カメラ（場所は横浜、苗場、新宿、渋谷など）による夜景から始まっていた。その後、ダイレクトにスタジオの福留・久保の2ショットから始まったりその日のニュースやスポーツのヘッドライン的な映像で始まるようになったが、2006年1月21日の放送では皇居前からの映像でスタート、2006年4月8日からはオープニングアニメーションが変更され、ラストのタイトルロゴ表示時に日によって夜景のライブ映像が少し取り入れられている。また、同年6月17日の放送から天気予報の背景にも、このライブ映像が用いられていた。
2006年4月8日からはオープニングイラストの変更と同時にこれまで30秒のカウキャッチャーの後に番組スタートという形が、カウキャッチャーがなくなり22時ちょうどからのスタートになる。

### 晩期
2008年1月12日の放送分からセットが変更され、山瀬以外の席順や福留・久保の座り位置（2007年までは画面左が福留、画面右が久保）が入れ替わる。
同年7月26日の放送より、その前々日に第2子（次女）を出産した久保が産休に入る。久保は3月にフジテレビ系列（一部地域を除く）『ウチくる!?』（2011年8月で久保は降板）にて「出産ギリギリまで仕事をしたい」と語っており、その希望通り本番組にも出産ギリギリの7月19日放送分まで通常通り出演していた（次週の欠席予告も特になし）。久保の役割はニュースキャスターの竹内由布子（TBSテレビ情報制作局キャスター）が担うようになったが、あくまで竹内はメインキャスター代行ではなく福留の補佐担当という位置付けであり、オープニングの挨拶は福留・竹内ではなく福留・山瀬・土井で行うように。そして久保は8月23日放送分より産後1ヶ月でのスピード復帰を果たした。
2008年夏頃より、『週刊朝日』2008年7月4日号（2008年6月23日発売）や『日刊スポーツ』などのメディアにおいて、本番組の近々の打ち切りが報じられるようになった。このうち後者では終了の時期が9月末であることが明示され、また10%以上こそキープしているものの、福留の高額な出演料がネックとなっていることが打ち切りの背景にあると位置付けている。
当初、後継番組にはバラエティ番組を配置することも検討されたが、結局は本番組の内容をほぼ引き継ぐ形で、いずれも福留の明治大学の後輩であるビートたけしと安住紳一郎（TBSアナウンサー）がメインキャスターを務める報道・情報系番組『情報7daysニュースキャスター』（以下、Nキャス） が10月4日より開始されることが決定。本番組終了および後継番組に安住起用の件は7月9日に、たけし起用の件は9月に行われた当時TBS社長（現：会長）の井上弘による定例会見でそれぞれ正式に発表された。。
なお、福留の高額な出演料が本番組終了の一因となったとされる一方、『Nキャス』に起用されたたけしの出演料は福留以上と言われている。
2008年9月20日放送分を最後に『情熱ワイド!-』時代から17年半、計821回が放送された本番組は放送を終了した。最終回では「お父さんのためのワイドショー講座」の時間を延ばし、オウム騒動など17年半の放送期間中に起きた事件や騒動を振り返った。なお、三雲などかつてのレギュラーの出演はなかった（三雲は過去VTRには映った）。
三雲は後に『Nキャス』にコメンテーターとして出演開始し、同枠再登板を果たしている。

## 出演者

### 歴代キャスター
| 期間 | 期間      | メインキャスター（MC） | メインキャスター（MC） | ニュース    | スポーツ  |
| 期間 | 期間      | 男性                   | 女性                   | ニュース    | スポーツ  |
| --- | --------- | ---------------------- | ---------------------- | ----------- | --------- |
| 1991.4.13 | 1991.9.28 | 嶌信彦                 | 山瀬まみ 三雲孝江      | 柴田秀一    | 清原正博  |
| 1991.10.12 | 1992.9.26 | 福留功男               | 三雲孝江               | 柴田秀一    | 清原正博  |
| 1992.10.10 | 1993.9.27 | 福留功男               | 三雲孝江               | 柴田秀一    | 戸崎貴広1 |
| 1993.10.2 | 1994.3.26 | 福留功男               | 三雲孝江               | 柴田秀一    | 田中宏明1 |
| 1994.4.9 | 1994.9.24 | 福留功男               | 三雲孝江               | 柴田秀一    | 初田啓介1 |
| 1994.10.8 | 1997.3.23 | 福留功男               | 三雲孝江               | 待井由美子  | 初田啓介1 |
| 1997.4.5 | 1998.6.27 | 福留功男               | 三雲孝江               | 待井由美子  | 土井敏之2 |
| 1998.7.4 | 2000.3.18 | 福留功男               | 三雲孝江               | 本田三奈    | 土井敏之2 |
| 2000.3.25 | 2003.3.22 | 福留功男               | 三雲孝江               | 長岡杏子3   | 土井敏之2 |
| 2003.4.5 | 2004.3.27 | 福留功男               | 三雲孝江               | 長岡杏子3   | 有馬隼人2 |
| 2004.4.10 | 2004.9.25 | 福留功男               | 三雲孝江               | 長岡杏子3   | 小笠原亘  |
| 2004.10.9 | 2005.3.26 | 福留功男               | 久保純子               | 竹内由布子4 | 小笠原亘  |
| 2005.4.9 | 2008.9.20 | 福留功男               | 久保純子               | 竹内由布子4 | 土井敏之  |
| - 1 同日の『JNNニュースの森』スポーツコーナーを兼務。 - 2 『スーパーサッカー』を兼務。 - 3 同日最終ニュースを兼務。 - 4 2007年5月26日から9月22日まで産休。スポーツ担当の土井が代役で担当。 |           |                        |                        |             |           |

### コーナーキャスター
- 山瀬まみ - 上述の通り当初はメインキャスター、開始半年後の1991年10月12日から「お父さんのためのワイドショー講座」2008年9月20日まで担当。

### リポーター
- 原山理一郎

TBSテレビ情報制作局情報センター情報一部。ただしエンドロールには氏名表記なし。主に「ブロードキャスター事件簿」を担当

## コメンテーターについて
初めて出演する際には経歴等文字テロップが流されていたが、2008年1月26日よりアンカーマンも含め、出演回数に関係なく表示されている（ただ、当時宮崎県知事の東国原英夫はレギュラー出演者と同じテロップで表示）。なお『みのもんたの朝ズバッ!』『みのもんたのサタデーずばッと』『情報7days ニュースキャスター』とは異なり、現職国会議員が出演することは基本的になかった（1996年秋の衆議院議員選挙当選直後の旭道山和泰が出演した回や、かつて一度コメンテーターを招かず各党から1人ずつ政治家が招かれ、途中まで出演しエンディングではレギュラーメンバーだけが残った回もある。また過去に、新進党からの衆院選出馬が取りざたされていた岩國哲人をコメンテーターで出演させて自民党の抗議を受けたことがある）。
区別の付け方としては氏名クレジットに敬称がつかず（嶌信彦、ジョージ・フィールズ時代は肩書表記もなし）、オープニングではゲストコメンテーターの後に紹介され（嶌、フィールズ時代は紹介なし）、特集や「7days」のVTR後は最後にまとめのコメントを求められるのがアンカーマンで、そうでない人がゲストコメンテーターであるが、2008年1月26日よりアンカーマンにも「○○さん」と敬称が付けられている。

### アンカーマン
レギュラーコメンテーター的存在で初代の嶌信彦（1991年春 - 1997年）、2代目のジョージ・フィールズ（1997年 - 2004年9月25日）、3代目の榊原英資、ビル・トッテン、北川正恭（2004年10月9日～、週替わりで出演）に続き、2006年7月下旬以降は岡本行夫、末吉竹二郎、藤巻健史も加入（トッテンは2006年春以降出演がなく、自然降板した）。北川はアンカーマン起用以前、ゲストコメンテーターとして出演していた。また藤巻はゲストコメンテーター扱い（ゲストということで氏名クレジットには敬称あり）で出演することがある。2007年12月29日放送分では前週に出演した岡本を除く現行メンバー4人が勢揃いし、後述ゲストコメンテーターの出演はなかった。
役職・肩書きは出演当時。
- 嶌信彦
- ジョージ・フィールズ
- 榊原英資（慶應義塾大学教授→早稲田大学客員教授、元大蔵官僚で「ミスター円」の異名）
- ビル・トッテン（株式会社アシスト代表取締役）
- 北川正恭（早稲田大学大学院教授・マニフェスト研究所所長、元三重県知事、元衆議院議員）
- 岡本行夫（外交評論家、元外交官、番組での肩書は「国際問題アドバイザー」）2006年7月22日初出演。
- 末吉竹二郎（国際金融アナリスト、国連環境計画金融イニシアティブ特別アドバイザー、『みのもんたの朝ズバッ!』月曜日コメンテーター）- 2006年7月29日初出演。
- 藤巻健史（フジマキ・ジャパン代表取締役）2006年8月5日初出演。

### ゲストコメンテーター
基本的に毎週、以下の男性と女性のゲストコメンテーターが1人ずつ出演をしていた。
並びは男性陣は山藤から平田までが、女性陣は吉永から渡辺までが順不同で並んでおり、男性は木村政雄から、女性は織作峰子から初めて登場した順になっている。2008年1月26日からは、男性・女性を問わずゲストコメンテーター1人とアンカーマン1人が出演するだけとなった。

#### ゲストコメンテーター（男性）
- 山藤章二
- 荒俣宏
- 玉村豊男
- 平田オリザ
- 二宮清純（2006年秋より番組スポンサー・大正製薬の競合社である第一三共ヘルスケアのCMに出演のためスタジオ出演をしなくなったが、2007年夏の朝青龍騒動と前時津風親方の弟子暴行問題の際には、VTR越しで出演。CM出演終了後の2008年8月23日に久々のスタジオ出演を果たした）
- 木村政雄
- 石田衣良
- 船曳建夫
- 野村克也（2005年頃より出演。東北楽天ゴールデンイーグルス監督就任以降は基本的にシーズンオフのみ出演。最終回には遠征先の幕張から中継で出演した）
- 山本博
- 白石康次郎
- 東国原英夫

#### ゲストコメンテーター（女性）
- 秋野暢子
- 吉永みち子
- 玉岡かおる
- 岸本裕紀子
- 幸田真音
- 小林由紀子
- 島田知保
- 田中里沙
- 渡辺祥子
- 織作峰子
- 白石真澄
- 幸田浩子
- 佐々木かをり
- 桜沢エリカ
- 島森路子

#### その他
- 松田喬和（政局の話題の際に出演。VTR出演が多いが、たまにスタジオ出演も）
- 御厨貴（同上）
- 鹿取義隆（MLB情報の際に出演）
- 國松孝次（第16代・警察庁長官）
  - 毎日新聞専門論説委員の松田は、出演歴は長いがアンカーマンやゲスト（準レギュラー）コメンテーターとしては起用されなかった。
  - また「情熱ワイド!ブロードキャスター」時代には、後述の上岡龍太郎や山城新伍などが週代わりで初期のゲストコメンテーターとして出演した経験がある。直近では、2008年2月2日に南こうせつ、同年2月9日には千住明が出演した。

#### 途中降板したゲストコメンテーター
男性
- 堀紘一
- 中原英臣
- 藤原昭広
- ねじめ正一
- 野田稔
- 古川俊治（2007年夏の参院選に出馬・当選後は出演していない）
- ペマ・ギャルポ
- 横峯良郎（番組での肩書きは「さくらパパ」。2007年夏の参院選に出馬・当選後は出演していない）
- 山本昌邦（アテネ五輪男子サッカー日本代表監督、番組での肩書は「アテネ五輪日本代表監督」）
- 山城新伍
- 上岡龍太郎（ラジオ番組「歌って笑ってドンドコドン」などでCM中の福留のADに対する態度を批判し降板した）

女性
- ロバートソン黎子
- 鷺沢萠
- 米原万里

## ナレーター
- 小早川正昭（特集1、ブロードキャスター事件簿）
- 生野文治（特集2）
- 関口伸（7days、お父さんのためのワイドショー講座）
- 鈴木まどか（7days、お父さんのためのワイドショー講座）
- 山田真一（通常は土井敏之が生でナレーションを入れる「超どスポ!」の土井不在時など）
  - 一部は、後続番組でもナレーションを担当する。

## 主なトラブル

### 盗作事件
1995年前後にスポーツニッポン（スポニチ）の明日の1面を紹介するコーナーを東京のスポニチ本社から中継で放送、運動部記者の大隅潔が出演していた。1996年10月から1997年3月にかけ、スポニチの競馬記事（調教師のコメント、短評）が競馬新聞『競馬エイト』に掲載されていたものをそのまま引用していたことが発覚。コーナーは打ち切りとなった。

### 出演者番組降板におけるエピソード
司会の三雲、アンカーマンのフィールズ、ニュース担当の長岡杏子の出演最終日となった2004年9月25日のエンディングで、フィールズが残り放送時間を考慮せずに話し続けたため、三雲がほとんど話せないまま番組終了となった。

## 番組オープニング曲・エンディング曲
番組開始初期を除き、オープニング・エンディングではポップスやジャズ、ミュージカル音楽などの洋楽をカバーした曲を使用している。番組終了時点の曲は2007年7月7日より使用され、オープニングもエンディングも同一の曲が使われる（以下参照）。曲が変更される際にはCD発売日に近い放送日（そうでない場合は、発売後の最初の土曜日）に必ずプレゼントされていたが、山下達郎の『バラ色の人生〜ラヴィアンローズ』はプレゼントされていない。それに替わって、CD発売された最初の土曜日の「ワイドショー講座」内で山下のコメントが紹介された。
なお、過去の曲リストについては2008年9月20日現在のものを示している。

### オープニング曲
以下の曲は、全て番組のテーマ曲も兼ねていた。『君住む街角』と『バラ色の人生〜ラヴィアンローズ』はエンディングでも使用された。
- 放送開始 - 1991年6月：天野正道：作、編曲（シンセサイザー曲）
  - 1994年9月までスポンサークレジット等でもアレンジが使われていた。
- 1991年7月 - 1994年9月（放送初期）：『カレンダー・ガール』 サーカス
  - ニール・セダカのヒット曲のカバー。（原語で歌っていた。）
- 1994年10月8日 - 1997年3月：『MODERN GIRL』 SONIA
  - シーナ・イーストンのヒット曲のカバー。
- 1997年4月 - 2001年5月：『月光価千金』 吉田日出子
- 2001年6月 - 2002年6月：『ハウ・ハイ・ザ・ムーン』 小林桂
- 2002年7月 - 2004年9月：『ナイト・アンド・デイ』 小林桂
- 2004年10月9日 - 2006年3月25日：『I Could Have Danced All Night』 唄・ピアノ演奏：石原江里子
- 2006年4月8日 - 2007年6月30日：『君住む街角』 唄：竹内まりや、編曲：服部克久
  - 2006年4月8日の曲紹介の際、福留・久保から竹内自身も番組の一視聴者であることが明かされた。なお原題は、2004年9月までエンディングで使われたchieが歌うバージョンの『On the street where you live』と同じである。
- 2007年7月7日 - 2008年9月20日：『バラ色の人生〜ラヴィアンローズ』 山下達郎
  - 歌い手が妻から夫へとリレーすることに。またオープニングでの男性歌手起用は2004年9月までの小林桂以来。
  - なお現テーマ曲になった2007年7月7日の放送では、CM入り前のジングルは前週まで流れていたもの（「君住む街角」の後奏）が流れていた（翌週からは本曲の後奏に変更）。

### エンディング曲
- 1991年? - ?：『CALENDAR GIRL』サーカス[3]
- 1991年頃 『未来女』：桂銀淑※1991年12月14日に番組内にて生歌唱が行われた。
- 1992年4月 - 1992年9月：『ミス・ベスト・ワン』 財津和夫
- 1992年10月 - 1993年3月：『いちばん大好きだった』 谷村有美
- 1993年4月 - ?：『もう少しで明日だね』 SEAGULLS
- 1994年 - ？:『君はインスピレイション』小比類巻かほる
- 1994年10月 - ?：『土曜日とペンと腕時計』 石嶺聡子
- 1995年4月? - ？:『Why Goodbye(Single Mix)』 中西圭三
- 1995年10月? - ? : 『風の遊園地』村上圭寿
- 1996年? - ? : 『いつかは「今日」だった』 東京Qチャンネル
- 1997年? - ?：『We believe in Magic』チューリップ[4]
- 1997年? - ?：『answer』 infix
- 1997年10月 - 1998年3月：『LOVE IS A ROSE』 高橋洋子
- 1998年4月 - ?：『心の地図』 亜波根綾乃
- 1999年10月 - ?：『Desperado』EPO[5]
- 2000年? - ?：『You Make Me Feel Brand New』COSA NOSTRA
- 2000年? - ?：『千年の恋』 杏里
- 2000年? - ?：『Can't Let This Love』今井大介[6]
- 2001年? - ?：『THEY LONG TO BE CLOSE TO YOU』 SING LIKE TALKING
  - 放送時は太字部分がテロップで表示されていた。
- 2001年7月 - 12月：『CRAZE FOR YOU』 古内東子
- 2002年4月 - 6月：『星に願いを』 小林桂
- 2002年7月 - 2002年12月：『スマイル』 小林桂
- 2003年4月5日 - 9月：『アルフィー』 Fried Pride
- 2003年10月 - 2004年3月：『Heart of Mine』 Lyrico
- 2004年7月3日 - 9月：『On the street where you live』 chie
- 2004年10月 - 2004年12月 『I Wanna Be Love By You』 石原江里子
- 2005年1月 - 2005年3月 ：『What A Wonderful World』 石原江里子
- 2005年4月 - 2005年9月：『Wonderful Tonight』 CORE OF SOUL
- 2005年10月8日 - 2006年3月25日：『TIME AFTER TIME』 槇原敬之

## スタッフ
- 構成：光内章博 ／ 和泉二郎、日野原幼紀、山本洋左右、浜田悠、新里幸久、中村益雄
- （オープニングタイトル）原画：たむらしげる
- TM：柳澤任広
- TD：望月隆
- VE：佐藤公幸
- 音声：原田光
- 照明：高橋章
- カメラ：飯橋俊昭
- 編集：東放制作
- 音響効果：金崎いずみ
- 選曲：エヌ・エス・エル
- TK：窪田賢子
- オープニングCG：佐藤繁樹
- 美術プロデューサー：杉浦仁
- 美術制作：町山充洋
- 美術デザイナー：高松浩則
- 装置：多田亜希子
- 装飾：野呂利勝
- 生花：神谷博子
- 衣裳：スタッフ・ドゥ
- 化粧：アーツ
- 番組宣伝：反町浩之
- ワイドショーランキング制作：S-PROJECT
- チーフディレクター：藤島浩司、原田正幸、木下太志、池田章
- ディレクター：野口勝広、小野鉄博、倉本拓、大井啓之、森田重雄、木村幸一、大嶋清広、新井康孝、萩原直子
- AD：木村卓造、阿部沙織、吉永紗弥子、長嶋聖、松本智代、工藤聡、高津美奈、西屋晶、小西哲也、井上大輔
- 芸能デスク：稲垣吉昭
- 制作デスク：武藤智香子
- AP：進藤清徳、石井邦子
- プロデューサー：菅谷敬（番組初期はディレクター）、熊谷春彦（番組初期はアシスタントディレクター）、上田淳
- 制作プロデューサー：志賀順
- 制作協力：TBS-V（現在のTBSスパークル）
- 制作：TBSテレビ[注 7]
- 製作著作：TBS

### 途中降板したスタッフ
- 企画：篠崎敏男（番組初期）
- 構成：大谷哲郎、下尾雅美、イカダイマサキ（筏井正樹）、岩崎元哉、沢木祐介、松林美妃
- 制作プロデューサー（2005年頃まで「制作」と表記）：佐中恭、須賀和晴、高徳文人
- プロデューサー→制作プロデューサー：鈴木達郎（番組初期はディレクター）
- チーフプロデューサー：長田透
- プロデューサー：両角敏明
- AP：高橋一晃
- チーフディレクター：五十嵐衛、原田正人、日下部実
- ディレクター：吉田尚子、木村理津、小河原均、鈴木浩二、疋田智、日野雅史、森下智己、武澤忠、藤岡純太郎、吉田尚弘
- AD：戸島紅、大野卓也、加藤喬子、山田諭
- 番組宣伝：吉野智
- 音楽：天野正道
- TM／TD：高木敏之、奥村秀樹
- TD（1995年頃まで「技術」と表記）：白根英路
- VE（1995年頃まで「映像」と表記）：丹野至之
- 音声：守屋慎司
- 照明：正木正登
- カメラ：日比谷勝
- 選曲：宮川亮（エヌ・エス・エル）
- 音響効果：宮下博国
- 美術プロデューサー：宮沢利昭、笠松和明
- 美術デザイナー：西條実
- 美術制作：島田孝之、海上泰隆
- 装置（1995年頃まで「大道具」と表記）：千石毅
- 装飾（1995年頃まで「小道具」と表記）：高橋啓三

## 番組ネット局
JNN協定発動対象であった。
| 放送対象地域  | 放送局             | 系列    | 備考               |
| ------------- | ------------------ | ------- | ------------------ |
| 関東広域圏    | TBSテレビ          | TBS系列 | 制作・基幹局       |
| 北海道        | 北海道放送         | TBS系列 |                    |
| 青森県        | 青森テレビ         | TBS系列 |                    |
| 岩手県        | IBC岩手放送        | TBS系列 | [ 注 8 ]           |
| 山形県        | テレビユー山形     | TBS系列 |                    |
| 宮城県        | 東北放送           | TBS系列 |                    |
| 福島県        | テレビユー福島     | TBS系列 |                    |
| 新潟県        | 新潟放送           | TBS系列 |                    |
| 長野県        | 信越放送           | TBS系列 |                    |
| 山梨県        | テレビ山梨         | TBS系列 |                    |
| 静岡県        | 静岡放送           | TBS系列 |                    |
| 富山県        | チューリップテレビ | TBS系列 |                    |
| 石川県        | 北陸放送           | TBS系列 |                    |
| 中京広域圏    | 中部日本放送       | TBS系列 | 現・CBCテレビ      |
| 近畿広域圏    | 毎日放送           | TBS系列 |                    |
| 島根県 鳥取県 | 山陰放送           | TBS系列 |                    |
| 広島県        | 中国放送           | TBS系列 |                    |
| 山口県        | テレビ山口         | TBS系列 |                    |
| 香川県 岡山県 | 山陽放送           | TBS系列 | 現・RSK山陽放送    |
| 愛媛県        | あいテレビ         | TBS系列 | 1992年10月開局から |
| 高知県        | テレビ高知         | TBS系列 |                    |
| 福岡県        | RKB毎日放送        | TBS系列 |                    |
| 長崎県        | 長崎放送           | TBS系列 |                    |
| 熊本県        | 熊本放送           | TBS系列 |                    |
| 大分県        | 大分放送           | TBS系列 |                    |
| 宮崎県        | 宮崎放送           | TBS系列 |                    |
| 鹿児島県      | 南日本放送         | TBS系列 |                    |
| 沖縄県        | 琉球放送           | TBS系列 |                    |